# Hans Mertens (Maler)
Hans (eigentlich: Johannes) Mertens (* 2. Januar 1906 in Hannover; † 18. August 1944 in Albi/Frankreich) war ein deutscher Maler und Vertreter der Neuen Sachlichkeit.

## Biografie

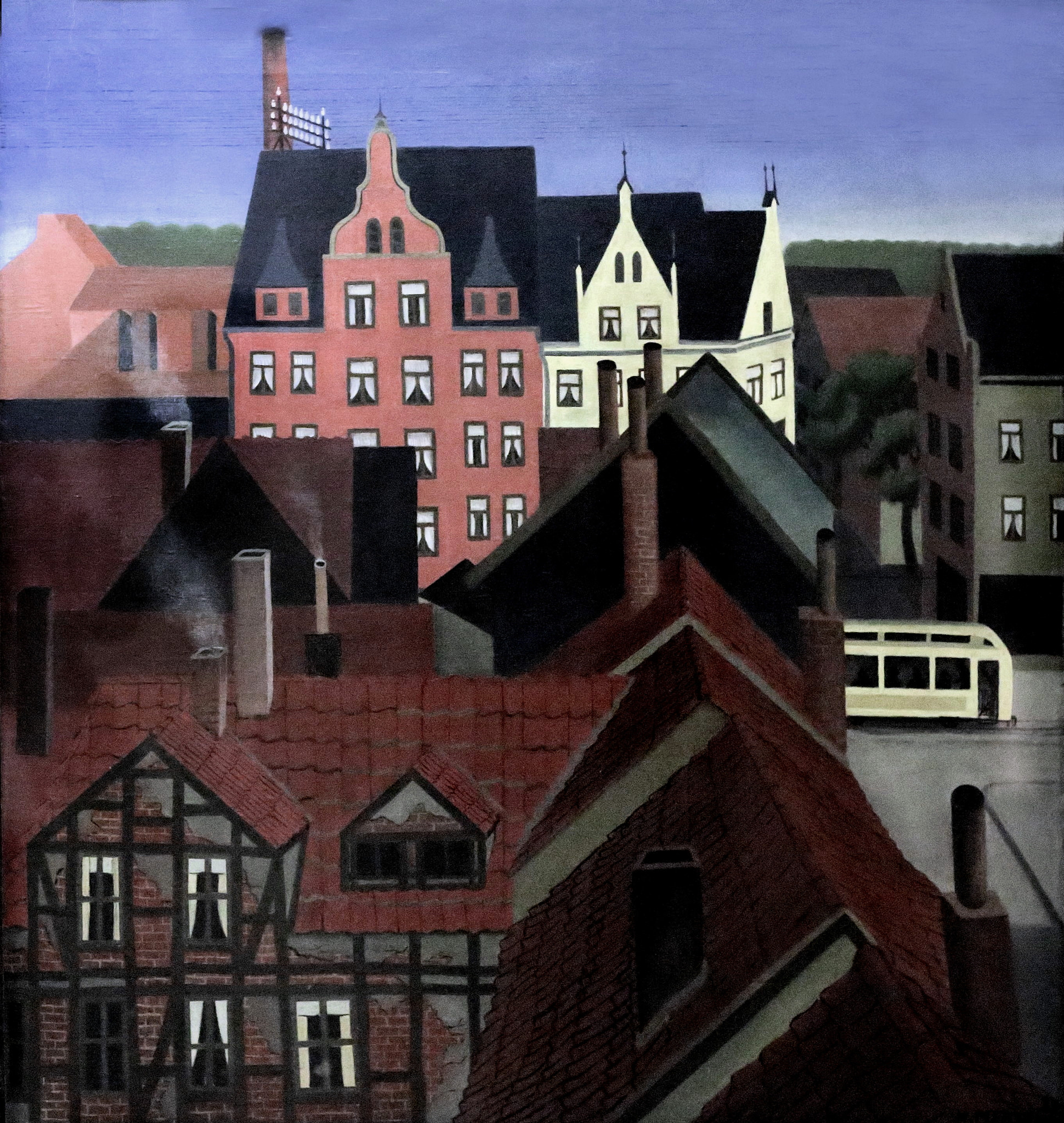
Ölgemälde „Häuser in Linden“, 1927;
mit Blickrichtung von der Fortunastraße zur Stärkestraße quer zur Limmerstraße;
Öl auf Leinwand 67 × 62 cm; Sprengel Museum

Hans Mertens wurde am 2. Januar 1906 in Hannover als Sohn eines Tapezierers geboren. Von 1925 bis 1926 studiert er an der Kunstgewerbeschule Hannover, wo vor ihm bereits Grethe Jürgens, Gerta Overbeck, Ernst Thoms, Erich Wegner und Friedrich Busack von dem bei den Studierenden sehr geachteten Künstler und Lehrer Fritz Burger-Mühlfeld unterrichtet wurden. An die Gruppe dieser Künstler schlossen sich Hans Mertens und sein Kommilitone Karl Rüter 1925 an, was Mertens künstlerische Arbeit in hohem Maße geprägt hat.
Seit 1925 stellte er regelmäßig in der Frühjahrs- und Herbstausstellung des Kunstvereins Hannover aus. Darüber hinaus wurden seine Bilder in Ausstellungen zur Malerei der Neuen Sachlichkeit 1928 im Kunstverein Nordhausen, 1929 im Amsterdamer Stedelijk Museum, 1932 im Herzog Anton Ulrich-Museum in Braunschweig, 1933 bei der Mannheim-Dessauer Wanderausstellung Die Welt aus der Nähe – Deutsche Provinz – Beschauliche Sachlichkeit und 1942 in der Ausstellung Kleine Bilder im alten Palais des Reichspropagandaamtes Südhannover-Braunschweig gezeigt.
1928 gelang Hans Mertens mit dem Bild Stilleben mit Hausgeräten der erste Verkauf an das Hannoversche Provinzialmuseum. Noch heute wird es im Rahmen der Dauerausstellung der Werke der Neuen Sachlichkeit im Sprengel Museum in Hannover gezeigt. Später folgten weitere Bildverkäufe auch an den  Hannoverschen Magistrat. Leben konnte Hans Mertens jedoch von seinen Bildverkäufen nicht. Er nahm verschiedene Arbeiten an, zum Beispiel als Restaurator, Gebrauchsgrafiker und Kinderbuchillustrator. 1933 heiratete er Hanna Vogel, die ebenfalls die Kunstgewerbeschule in Hannover besucht hatte. 1936 wurde ihnen der Sohn Michael geboren.
Von 1939 bis 1941 war Hans Mertens Soldat in Frankreich, Polen und Russland. 1943 wurden bei einem Luftangriff auf Hannover zahlreiche Bilder in seinem Atelier zerstört, so dass seine künstlerische Arbeit heute nicht mehr vollständig erhalten ist. Am 18. August 1944 fiel er in der französischen Stadt Albi im Alter von 38 Jahren.

## Ausgewählte Werke

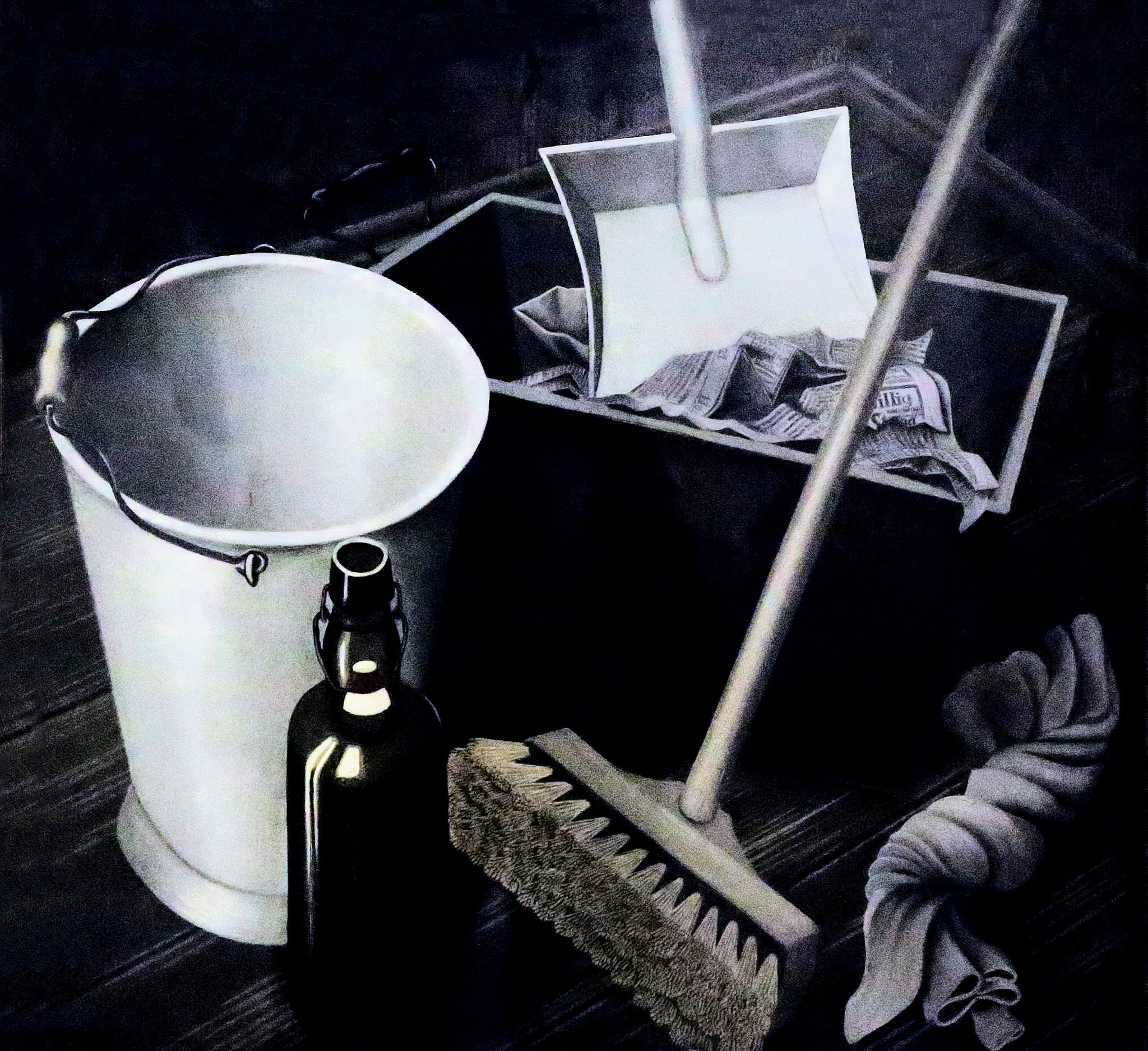
„Stilleben mit Hausgeräten“, 1928

- Hinterhof (1925). Im: Sprengel Museum Hannover.
- Selbstbildnis (1926)
- Häuser in Linden (1927). Im: Sprengel Museum Hannover.
- Blick auf die Limmerstraße (1927)
- Stilleben mit Hausgeräten (1928). Im: Sprengel Museum Hannover.
- Escartéspieler (1929)
- Bodenecke (1930)
- Küste (1930)
- Winterlandschaft (1932)
- Gärtnerei im Winter (1934)
- Selbst im Moor (1935). Sammlung Brabant
- Sommerlandschaft (1935)
- Landschaft (1937)
- Michael am Fenster (1943). Gaukunst-Ausstellung (1943)

## Ehrungen
2003 ehrte die niedersächsische Landeshauptstadt den Maler der Neuen Sachlichkeit mit der Benennung der Hans-Mertens-Straße im hannoverschen Stadtteil List.